# Новый Белоостров
Новый Белоо́стров — территориальная адресная зона в составе посёлка Белоостров. Расположена в лесном массиве между Александровским шоссе и трассой «Скандинавия». В Реестре названий объектов городской среды Санкт-Петербурга расположение описывается как «в конце Александровского пер.». Район застроен государственными дачами, сдаваемыми внаём. Территория начала застраиваться в 1985 году и уже к 1988 были сданы первые государственный дачи управляемые сейчас СПб ГУП ДО "Пригородное"

## Транспорт
Ближайшая железнодорожная платформа: Белоостров.
Автобусные маршруты: 494 (по Александровскому шоссе)